# Castro de Amba Aradam-Ipponio
Castro de Amba Aradam-Ipponio era um acampamento legionário romano localizado na esquina da Piazzale Ipponio com a Via Illiria, no quartiere Appio-Latino de Roma, no local onde está sendo construída a estação do metrô Amba Aradam-Ipponio.

## História
Este acampamento (em latim: castrum) foi descoberto durante as escavações arqueológicas conduzidas durante as obras da estação Amba Aradam-Ipponio entre 2015 e 2016, um canteiro com cerca de 1 750 m2, a nove metros de profundidade e provavelmente remonta à primeira metade do século II, durante o governo do imperador romano Adriano. Ele é composto por um longo corridor central em cujos lados foram descobertos 39 ambientes de 16 mm2, 25 dos quais quadrangulares e com mosaicos com tesselas brancas e pretas e com paredes rebocadas e afrescadas.
No interior do edifício foram descobertos também tubulações de chumbo, provavelmente com o objetivo defensivo, motivo pelo qual também ele ficava numa planície aberta e sem edifícios. O castro foi construído ao longo de um curso d'água que corria paralelo à Muralha Aureliana, a Água Crabra, que, segundo a arqueóloga Simona Morretta, "servia para irrigar os jardins e depois seguia para o rio Tibre". A estrutura toda foi enterrada durante a construção da muralha depois que todos os materiais foram removidos.
Além disto, em 2018 e a 12 metros de profundidade, foram descobertos também "mosaicos brancos com figuras negras, geométricas, árvores, um sátiro e um putto que lutam ou dançam sob um ramo de videira, um pássaro em um galho, uma fonte antiga", juntamente com outros dois edifícios do acampamento com os dormitórios dos legionários, uma área de serviço e a chamada "casa do centurião". Segundo a arqueóloga Rossella Rea, "toda a estrutura poderia ser uma das quais na qual sabemos ficavam hospedadas as milícias especiais, os serviços secretos do imperador".
Além da residência, foram descobertos também os restos de uma escada que servia, já no período final, como acesso ao piso superior, onde estavam escritórios ou mais dormitórios e uma área de serviço, além de pisos de tijolinhos, tanques, encanamentos de água e uma soleira de blocos de travertino, que servia, provavelmente, para acomodar mercadorias, e muitos outros objetos.